# Рай (фільм, 2002)
Рай (англ. Heaven) — драма Тома Тиквера.

## Зміст
Вчителька-англійка Філіпа живе на батьківщині чоловіка в Турині. Коли її чоловік і кілька учнів гинуть від передозування наркотиків, вона вирішує покарати винного у їх загибелі доктора, підпільного наркоторговця і проносить в будівлю його офісу бомбу. В результаті вибуху гинуть четверо зовсім невинних людей. Філіпу, що перебуває в шоці від скоєного, заарештовує поліція, але потім в неї закохується молодий офіцер поліції Філіппо, присутній на допитах як перекладач, і допомагає Філіппе бігти.

## Ролі
| Актор               | Роль           |
| ------------------- | -------------- |
| Кейт Бланшетт       | Філіпа         |
| Джованні Рібізі     | Філіппо        |
| Ремо Джироне        | батько Філіппо |
| Стефанія Рокка      | Регіна         |
| Алессандро Спердуті | Аріель         |

## Знімальна група
- Режисер — Том Тиквер
- Сценарист — Кшиштоф Кесльовський, Кшиштоф Песевіч
- Продюсер — Штефан Арндт, Фредерік Дюма-Зайделя, Вільям Хорберг